# Manoir de Kermain
Le manoir de Kermain est un manoir situé à Langonnet, dans le Morbihan (France).

## Histoire
Le manoir actuel a été construit au XVIe siècle, alors que les seigneurs du lieu délaissaient la motte castrale voisine.
Les façades et toitures sont inscrites, à l'exception des communs, au titre des monuments historiques par arrêté du 2 février 1980.

## Architecture
Le manoir est constitué d'une cour entourée de plusieurs bâtiments: logis au sud encadré de dépendances et une chapelle au nord. Le logis possède une belle tour d'escalier circulaire en demi-hors-œuvre au milieu de sa façade.